# Tyleropappus dichotomus
Tyleropappus dichotomus là một loài thực vật có hoa trong họ Cúc. Loài này được Greenm. miêu tả khoa học đầu tiên năm 1931.